# 고로역
고로역(일본어: 五郎駅 고로우에키[*])은 일본 에히메현 오즈시에 있는 시코쿠 여객철도 요산선의 역이다. 역 번호는 S17이며, 단선 승강장 1면 1선의 구조를 지닌 지상역이다.

## 역 주변
- 히지가와 방재 스테이션
- 히지 강
- 마쓰야마 자동차도 오즈 나들목

## 역사
- 1918년 2월 14일 : 에히메 철도의 소속 역으로개업.
- 1987년 4월 1일 : 민영화에 따라, 시코쿠 여객철도로 이관.

## 인접 정차역
| 시코쿠 여객철도 요산선      | 시코쿠 여객철도 요산선 | 시코쿠 여객철도 요산선             |
| --------------------------- | ---------------------- | ---------------------------------- |
| S 16 하루카 무카이바라 방면 | 요산 선                | 이요오즈 S 18 · U 14 우와지마 방면 |